# Nordanbro
Nordanbro är en by strax norr om Vibron i Hedesunda socken , Gävle kommun.
Byn omtalas första gången 1470, då Lars i Nordanbroo var vittne till ett fastebrev. 1542 (då skrivet Nordanaker), och fortfarande 1569 utgjorde byn ett mantal kyrkojord.